# Aleksander Paszthory
Aleksander pl. Paszthory de Felsöpasztor (madžarsko Felsöpásztori Pászthory Sándor), madžarski uradnik, guverner Reke,  plemič , * 9. junij 1749 Egyházasfalu (Madžarska), † 1798 Reka (Hrvaška)
Aleksander pl. Paszthory de Felsöpasztor se je rodil leta 1749 v kraju Egyházasfalu (županija Sopron) na Madžarskem. Oče je bil Ladislav pl. Paszthory de Felsöpasztor (1708-1782) namestnik velikega župana šopronske županije, mati pa Kristina pl. Palotay, hčerka Samuela pl. Palothayja in njegove soproge Terezije pl. Nagy de Felsőbük. Bil je kraljevi svetnik, od leta 1791 pa vse do smrti leta 1798 guverner Reke. Njegova sestra Frančiška je bila poročena z prekmurskim okrajnim glavarjem Pavlom pl. Cziganyjem de Zahorhida, druga sestra Jožefa pa z prekmurskim okrajnim glavarjem Petrom pl. Kregarjem.
1. ↑  Magyar életrajzi lexikon — Budapest: Akadémiai Kiadó, 1967.